# Fehlerlinguistik
Die linguistische Fehleranalyse (auch: Fehlerlinguistik) versucht, Fehler und deren Ursachen im Gebrauch von Fremdsprachen aus den Unterschieden zwischen Muttersprache und Fremdsprache zu erklären. Dabei wird u. a. darüber diskutiert, was eigentlich ein „Fehler“ ist. Als „Fehler“ wird in der Regel eine Abweichung von den geltenden Normen oder ein Verstoß gegen die sprachliche Richtigkeit und Angemessenheit, was zu Missverständnissen oder Kommunikationsschwierigkeiten führt, definiert. Derart definierte Fehler treten auch auf, wenn lediglich die Muttersprache verwendet wird, ohne dass ein fremdsprachiger Einfluss vorliegt. Mit solchen Fällen befasst sich die Linguistik seit dem 19. Jahrhundert unter Begriffen wie Versprecher und Verleser.
Fehlerebenen im Rahmen des linguistischen Strukturalismus sind:
- phonetischer Fehler,
- orthographischer Fehler,
- morphologischer Fehler,
- syntaktischer Fehler,
- lexikalischer Fehler,
- kontextueller Fehler,
- stilistischer Fehler.

Die Fehlererklärung behandelt die psychologischen, didaktischen oder linguistischen Faktoren für die Entstehung von Fehlern.
Die Fehleranalyse besteht aus mehreren Schritten:
1. Fehlerbestimmung/Fehlerebenen: Fehler können lautlicher, graphischer, morphologischer, syntaktischer und lexikalischer Art sein oder Verstöße gegen Konversationsstrategien (Höflichkeitsregeln und Normen des sozialen Verhaltens), gegen die richtige Wahl der Varietät oder der Stilebene darstellen.
2. Fehlerursache: Fehler lassen sich unter anderem auf interlinguale Interferenzen (Einfluss seitens der Muttersprache) und intralinguale Interferenzen (Übergeneralisierung einer Regel) zurückführen. Hierbei ist nach moderner Auffassung wichtig, die Funktion der sogenannten Interimssprache (interlanguage), in welcher der Schüler auf dem Weg zur Zielsprache verschiedene sogenannte sprachliche Hypothesen einer stetigen Überprüfung unterzieht, als positiv zu begreifen.
3. Fehlerbewertung: Zunächst einmal ist hier zwischen vernachlässigbaren, versehentlichen Fehlern (Performanzfehler, engl. mistakes) und grundsätzlichen Fehlern (Kompetenzfehler, engl. errors) zu unterscheiden. Des Weiteren ist zu unterscheiden zwischen Verstößen gegen den Gebrauch (engl. errors of use) und Verstößen gegen ein sprachliches Teilsystem (engl. errors of system). Bei der Fehlerbewertung sollte nach moderner Auffassung ferner eine Rolle spielen, ob ein Fehler verständnisstörend oder gar missverständlich ist.
4. Fehlertherapie/Fehlerkorrektur: Eine zentrale Rolle bei der Fehlerkorrektur nimmt das Feedback des Lehrers ein. In Phasen des Unterrichts, bei denen Sprachformen im Zentrum stehen, sollten Fehler umgehend angezeigt und verbessert werden, während in mitteilungsbezogenen, kommunikativ-handelnden Phasen ein hohes Maß an Fehleranalyse notwendig ist. Gerade in letzterem Fall ist bevorzugt nur bei solchen Äußerungen einzugreifen, die unverständlich oder unklar sind, und solchen, die einen Missgriff im Ton oder Register darstellen. Mögliche Methoden, Fehler anzuzeigen, sind das sogenannte prompting (Zuflüstern der richtigen Äußerung) oder – bei schriftlichen Äußerungen – die sogenannte peer correction (Korrektion durch Mitschüler). Hauptziel seitens des Lehrers aber sollte nach moderner Auffassung der Anstoß zur Selbstkorrektur (selfmonitoring) sein. Darüber hinaus darf neben dem kognitiven Aspekt, in dem unter anderem Sprachbetrachtung auf der Metaebene erfolgen muss, auch der affektive Aspekt nicht zu kurz kommen (eine positive Unterrichtsatmosphäre ist zu schaffen).
5. Fehlerprophylaxe: Aspekte der Fehlerprophylaxe sind bereits im vorangegangenen Abschnitt besprochen worden. Die beiden wichtigen Eigenschaften für einen erfolgreichen Unterricht scheinen der Einbezug von metalinguistischen Erörterungen und eine positive Unterrichtsatmosphäre zu sein. Dabei sollten auch die Motivation und die mentale Eigenaktivität der Schüler erhöht werden. Es sollte nach weit verbreiteter Ansicht die Formel „Fordern statt Verwöhnen“ gelten.